# Mount Mathew
Mount Mathew ist ein 2030 m hoher Berg in der antarktischen Ross Dependency. In der Surveyors Range ragt er 3 km nördlich des Mount Hotine an der Ostflanke des Starshot-Gletschers auf. 
Teilnehmer einer von 1960 bis 1961 durchgeführten Kampagne im Rahmen der New Zealand Geological Survey Antarctic Expedition benannten ihn nach Felton Mathew (1801–1847), ab 1839 oberster Landvermesser (Surveyor-General) Neuseelands.